# Natali Broods
Natali Broods (11 september 1976) is een Vlaamse actrice. Ze begon theaterstudies aan het Koninklijk Vlaams Conservatorium Antwerpen maar voltooide deze niet daar. Ze studeerde in 2000 af aan het Herman Teirlinck Instituut (klas Studio).

## Theater
Natali Broods was een van de Kakkewieten, een collectief dat zich liet opmerken in een aantal theaterproducties, televisieoptredens en performances. In het theater was en is ze verder betrokken bij producties van Compagnie De Koe, Het Toneelhuis en tg Stan. Zo stond ze meerdere seizoenen met Kleine bezetting, Les Antigones, Quarantaine en Wie is er bang voor Virginia Woolf? op de planken.

## Film en televisie
In 1998 had ze de hoofdrol in S., een film van Guido Henderickx. In 2003 speelde ze mee in de film van Tom Barman, Any Way the Wind Blows. In 2005 had ze een rol in Een ander zijn geluk van Fien Troch. In 2007 zat ze in de VTM miniserie Koning van de Wereld. In 2009 regisseerde Felix Van Groeningen haar in De helaasheid der dingen. Daarnaast waren er nog een paar gastoptredens in televisieseries en kortfilms, zoals in Recht op Recht (2000) en in Witse (2010). In 2009 speelde ze mee in de VTM-telenovelle David als Hannelore, in Dag & Nacht: Hotel Eburon als Cathy Duts en in Vermist. In 2011 vertolkte ze de rol van Vicky in de langspeelfilm Swooni. In 2013 was ze te zien in de Woestijnvis-serie Met man en macht en speelde ze een gastrol in Zingaburia op Ketnet. In 2013 speelde ze een rol in de derde film van Pieter Van Hees, Wasteland en speelde ze een belangrijke rol in het achtste seizoen van Zone Stad. In 2017 was ze te zien in de rol van Dr. Mommaerts, een psychiater, in de tv-serie Tabula rasa. In 2017 speelde ze in de nieuwe film Façades. In 2018 en 2020 was ze te zien in Over water als Marjan Michielsen. Vanaf maart 2021 was ze te zien zijn in Déjà Vu als Florence Fierens, een serie over een gebroken moeder die op zoek gaat naar antwoorden rond het overlijden van haar dochter. De serie was eerst exclusief te zien op Streamz en daarna op VIER. In 2023 speelde Broods mee in de sciencefictionreeks Arcadia als Lena Harms, werkzaam bij de veiligheidsdienst Het Vizier. In 2023 speelde Broods ook mee in de interactieve reeks Assisen als Sandrijn De Waele en de film Skunk.

## Erkenning
In 2003 kreeg ze de Plateauprijs als Beste Belgische Actrice voor haar rol in Any Way the Wind Blows. Haar acteerprestatie in Een ander zijn geluk leverde haar in 2005 een eervolle vermelding op, tijdens het Filmfestival van Thessaloníki.